# لي هودسون (لاعب كريكت)
لي هودسون (29 يونيو 1986 في المملكة المتحدة - ) (بالإنجليزية: Lee Hodgson)‏ هو لاعب كريكت بريطاني. لعب مع نادي مقاطعة سري للكريكت ‏ ونادي مقاطعة يوركشاير للكريكت ‏.